# Gondershausen
Gondershausen ist eine Ortsgemeinde im Rhein-Hunsrück-Kreis in Rheinland-Pfalz. Sie gehört der Verbandsgemeinde Hunsrück-Mittelrhein an. Gondershausen ist ein staatlich anerkannter Erholungsort.

## Geographische Lage
Gondershausen liegt im nordöstlichen Teil des Hunsrücks zwischen Ehrbachtal und Baybachtal im Norden und Süden sowie Rhein und Mosel im Osten und Westen.

## Geschichte
Die einstmals auf ein Alter von über 20.000 Jahren geschätzten Felsgravuren von Gondershausen mit drei Pferden und einem unbestimmten Tier gelten inzwischen als Gravuren aus der Römerzeit oder aus einer späteren Epoche.
Die erste Erwähnung (als Guntereshusen) erfolgte in einer Urkunde vom 13. Juni 897, in der König Zwentibold der Trierer Abtei St. Maximin bestätigt, was ihm sein Vater Kaiser Arnulf geschenkt hatte. Der Besitz wurde vom rheinischen Pfalzgrafen, der als Klostervogt des Klosters eingesetzt war, entfremdet. Später ist Gondershausen und Umgebung als pfalzgräfliches Lehen im Besitz der Herren von Waldeck und Schöneck.
Nach der Besetzung des Linken Rheinufers 1794 durch französische Revolutionstruppen wurde der Ort französisch, 1815 wurde er auf dem Wiener Kongress dem Königreich Preußen zugeordnet. In den Jahren 1820 bis 1830 und 1860 bis 1870 erfolgten Wellen der Auswanderung nach Amerika und ins Ruhrgebiet. Seit 1946 ist der Ort Teil des damals neu gebildeten Landes Rheinland-Pfalz.
Die Gemeinde Gondershausen wurde am 1. April 1969 nach Auflösung der bis dahin eigenständigen Gemeinden Niedergondershausen (673 Einwohner) und Obergondershausen (465 Einwohner) neu gebildet.

## Politik

### Gemeinderat
Der Gemeinderat in Gondershausen besteht aus 16 Ratsmitgliedern, die bei der Kommunalwahl am 9. Juni 2024 in einer Mehrheitswahl gewählt wurden, und dem ehrenamtlichen Ortsbürgermeister als Vorsitzendem. Bis zur Wahl 2019 wurde eine personalisierte Verhältniswahl durchgeführt, da zwei Wahllisten eingereicht wurden.
Die Sitzverteilung im Gemeinderat:
| Wahl | WGL               | WGW               | Gesamt   |
| ---- | ----------------- | ----------------- | -------- |
| 2024 | per Mehrheitswahl | per Mehrheitswahl | 16 Sitze |
| 2019 | 10                | 6                 | 16 Sitze |
| 2014 | 12                | 4                 | 16 Sitze |

- WGL = Wählergruppe Landsrath
- WGW = Wählergruppe Weber

### Bürgermeister
Herbert Christ wurde am 15. Juli 2024 Ortsbürgermeister von Gondershausen. Bei der Direktwahl am 9. Juni 2024 hatte er sich mit einem Stimmenanteil von 67,9 % gegen einen Mitbewerber durchgesetzt.
Christs Vorgänger Edgar Pinger hatte das Amt am 29. September 2020 übernommen. Der bisherige Erste Beigeordnete war bei der Direktwahl am 30. August 2020, der ersten Wahl in Rheinland-Pfalz seit dem „Lockdown“ in der Corona-Pandemie, mit einem Stimmenanteil von 78,73 % zum Ortsbürgermeister gewählt worden. Pingers Vorgänger Markus Landsrath hatte das Amt nach elf Jahren Amtszeit mit Wirkung zum 30. April 2020 niedergelegt. Bei der Kommunalwahl am 26. Mai 2019 war er noch mit einem Stimmenanteil von 84,65 % in seinem Amt bestätigt worden.

### Wappen
| Wappen von Gondershausen | Blasonierung: „In gespaltenem Schild vorne in Schwarz ein rotbewehrter, gezungter und gekrönter goldener Löwe, hinten in Silber ein schwarzer Bischofsstab belegt mit einer roten Mitra.“ |
| Wappen von Gondershausen | |

## Bauwerke
Siehe Liste der Kulturdenkmäler in Gondershausen